# Келлер, Эрвин
Эрвин Виктор Херман Освальд Келлер (нем. Erwin Victor Hermann Oswald Keller; 8 апреля 1905, Консепсьон — 31 июля 1971, Западный Берлин) — немецкий хоккеист на траве, полузащитник. Серебряный призёр летних Олимпийских игр 1936 года.

## Биография
Эрвин Келлер родился 8 апреля 1905 года в чилийском городе Консепсьон.
Играл в хоккей на траве за «Берлинер», в составе которого стал чемпионом Германии в 1941 и 1942 годах.
В 1936 году вошёл в состав сборной Германии по хоккею на траве на летних Олимпийских играх в Берлине и завоевал серебряную медаль. Играл на позиции полузащитника, провёл 3 матча, мячей не забивал.
В 1928—1938 годах провёл за сборную Германии 16 матчей.
Умер 31 июля 1971 года в Западном Берлине.

## Семья
Стал родоначальником хоккейно-футбольной династии Келлеров. 
Жена — Хельга Акерман, немецкая хоккеистка на траве. Играла за женскую сборную Германии.
Сын — Карстен Келлер (род. 1939), западногерманский хоккеист на траве. Олимпийский чемпион 1972 года. 
Внук — Андреас Келлер (род. 1965), немецкий хоккеист на траве. Олимпийский чемпион 1992 года, серебряный призёр летних Олимпийских игр 1984 и 1988 годов. 
Внук — Флориан Келлер (род. 1981), немецкий хоккеист на траве. Олимпийский чемпион 2008 года. 
Внучка — Наташа Келлер (род. 1977), немецкая хоккеистка на траве. Олимпийская чемпионка 2004 года.
Жена внука Флориана — Навина Омиладе-Келлер (род. 1981), немецкая футболистка, бронзовый призёр летних Олимпийских игр 2004 года. 